# Prospero Colonna (1410-1463)
Prospero Colonna (Roma, c. 1410-ib., 24 de mayo de 1463) fue un eclesiástico italiano. 

## Biografía

### Primeros años
Nacido en Roma a principios del siglo XV, fue el quinto hijo del matrimonio formado por Lorenzo Onofrio Colonna y Sveva Caetani. Su padre pertenecía a la influyente familia de los Colonna, que en constante pugna con los Orsini habían desempeñado relevantes puestos políticos y eclesiásticos; por esta rama, su abuelo Agapito había sido signore de Genazzano, Capranica, San Vito y Ciciliano, y de los hijos de este, Giordano fue príncipe de Salerno, Odonne cardenal desde 1405, y el padre de Prospero conde de Alba. 
Su madre, de la no menos insigne familia de los Caetani, era hija de los condes de Fondi. 
Eran los últimos años del Gran Cisma de Occidente, en el que dos y hasta tres papas se habían disputado el trono de San Pedro; en 1417 el Concilio de Constanza puso fin a la discordia eligiendo como sumo pontífice a Odonne Colonna, que tomó el nombre de Martín V, y este hecho impulsó fuertemente la prosperidad de toda la familia: en 1426 Prospero fue nombrado protonotario apostólico y creado cardenal en secreto, y en los años siguientes, junto con sus hermanos Antonio y Odoardo, llegó a ser dueño de numerosas villas y castillos en el Lacio, adquiridos por compra o por concesión papal.

### Cardenalato y excomunión
En noviembre de 1430 fue hecho público el cardenalato de Prospero, recibiendo el título de San Giorgio in Velabro; en tal condición participó en el cónclave de 1431 en que fue elegido papa Eugenio IV, con quien la relación no fue ni mucho menos tan cordial como lo había sido con su tío: recién ascendido al pontificado, Eugenio chocó frontalmente con los influyentes Colonna, e intentando aminorar su poder anuló algunas de las concesiones que Martín V había hecho a la familia. Aliados con Niccolò Fortebraccio, los Colonna se rebelaron abiertamente contra el papa, que dictó excomunión contra toda la familia. 
Huido de Roma, Prospero llegó en 1434 al Concilio de Basilea, que por aquellas fechas ganaba fuerza en su oposición al papa, quien falto de apoyos tuvo que hacer ciertas concesiones. Poco después, en circunstancias que se desconocen, se produjo la reconciliación entre ambos, y en 1438 se hallaba con el papa presente nuevamente en el concilio, trasladado ahora a Ferrara.

### En la Curia
En 1447 murió Eugenio IV, y en el cónclave que se siguió Prospero fue el candidato apoyado por el rey de Nápoles Alfonso V de Aragón, aunque la oposición del decano del Colegio Cardenalicio Giovanni Orsini impidió su ascenso al pontificado. Finalmente fue elegido Nicolás V, en cuya curia se mantuvo durante los ocho años que duró su papado, siguiéndole en su huida de la peste por Rieti, Spoleto, Montefalco o Fabriano, y asistiendo a la coronación del emperador Federico III en Roma. 
Igualmente desempeñó puestos de relevancia durante el pontificado de Calixto III, a cuya muerte fue uno de los regentes de gobierno de la Iglesia, y durante el de Pío II. Fue nombrado arcipreste de la Basílica de San Juan de Letrán, intervino en el proceso de canonización de Catalina de Siena, asistió al Congreso de Mantua y participó activamente en los preparativos de guerra para sofocar las sublevaciones ocurridas en Spoleto y Tivoli. 
Alabado por Pío II como «varón honesto, de ingenio ameno y elegante cultura», cultivó las relaciones con los humanistas de su tiempo, entre ellos Poggio Bracciolini, Leonardo Dati o Lapo da Castiglionchio, recopiló una nutrida biblioteca y organizó la recuperación de dos naves romanas del fondo del Lago de Nemi, que resultaron destruidas en la operación.
Fallecido en Roma en 1463, fue sepultado en la Basílica de los Santos Apóstoles.